# Heldenmoeder van de Socialistische Republiek Roemenië
De Heldenmoeder van de Socialistische Republiek Roemenië (Roemeens: Ordinul "Mamă Eroină") was een Roemeense onderscheiding naar Sovjetvoorbeeld.  De orde had drie graden, afhankelijk van het kindertal. In Rusland werd al voor de Tweede Wereldoorlog de titel Held van het Socialistische Moederschap ingevoerd. Ook nazi-Duitsland kende een vergelijkbare onderscheiding, het "Moederkruis". De regering wilde grote gezinnen bevorderen maar stelde voor het toekennen van deze titel ook eisen aan de opvoeding. De bij de Russische  titel behorende kleine gouden ster vond overal in de socialistische wereld navolging. Roemenië stelde behalve de gebruikelijke titels van Heldenmoeder en Held van de Socialistische Republiek Roemenië ook de titel Held van de Nieuwe Agrarische Revolutie in.
Het versiersel was een kleine bronzen, zilveren of gouden ster met de letters RPR en een rode gesp met de woorden "MAMA EROINA". Men droeg de ster zonder lint.
Het is een typisch voorbeeld van een socialistische orde. 

Orde van Michaël de Dappere ·
Orde van Carol I ·
Koninklijke Bene Merenti Orde ·
Orde van de Ster van Roemenië ·
Herinneringskruis voor Dames ·
Orde van het Kruis van Koningin Maria ·
Orde van Verdienste ·
Orde voor Trouwe Dienst ·
Orde van Verdienste voor de Landbouw ·
Orde van de Kroon van Roemenië ·
Orde van Ferdinand I ·
Orde voor Culturele Verdienste ·
Ereteken van de Roemeense Adelaar ·
Orde voor Dappere Vliegeniers ·
Orde van de Ster van de Volksrepubliek Roemenië ·
Held van de Socialistische Republiek Roemenië ·
Heldenmoeder van de Socialistische Republiek Roemenië ·
Held van de Socialistische Arbeid ·
Orde van de Overwinning van het Socialisme ·
Orde van Wetenschappelijke Verdienste ·
Orde van Medische Verdienste ·
Orde van Tudor Vladimirescu ·
Orde van de Ster van de Socialistische Republiek Roemenië ·
Orde van de Arbeid ·
Held van de Nieuwe Agrarische Revolutie

Zie ook: Ridderorden in Roemenië